# امانوئل فاستر
امانوئل فاستر (انگلیسی: Emmanuel Foster؛ 4 December 1921 – ۱۹۶۵ (۴۳−۴۴ سال)) بازیکن فوتبال اهل بریتانیا بود.
از باشگاه‌هایی که در آن بازی کرده‌است می‌توان به باشگاه فوتبال استوک سیتی و باشگاه فوتبال استافورد رانجرز اشاره کرد.